# Чжао Тао
Чжао Тао (кит.: 赵涛; нар. 28 січня 1977) — китайська акторка, найбільш відома ролями у фільмах режисера Цзя Чжанке. Лавреатка Призу «Давид ді Донателло» за роль у драмі «Шунь Лі та поет» (2011), двічі номінована на премію «Золотий кінь». Увійшла в список 25 найкращих акторів і акторок 21-го століття за версією «Нью-Йорк таймс».

## Біографія
Чжао Тао народилася 28 січня 1977 року в місті Тайюань, провінція Шаньсі. У дитинстві вона вивчала класичний китайський танець. У 1996 році вступила на факультет народних танців Бейдзінської академії танцю. Після випуску викладала танці в Тайюаньському коледжі, де її помітив Цзя під час кастингу на фільм «Платформа».
У 2011 році вона зіграла в італійському фільмі Андреа Сеґре «Шунь Лі та поет», який демонструвався у рамках Венеційських днів 68-го Венеційського кінофестивалю. За цю роль нагороджена премією «Давид ді Донателло», ставши першою азійкою, що отримала її.

## Фільмографія
| Рік  | Назва                            | Роль          | Примітки |
| ---- | -------------------------------- | ------------- | -------- |
| 2000 | «Платформа»                      | Їнь Жуйцзюань |          |
| 2002 | «Незнані насолоди»               | Цяо Цяо       |          |
| 2004 | «Світ»                           | Тао           |          |
| 2006 | «Натюрморт»                      | Шень Хун      |          |
| 2007 | «Наші десять років»              |               |          |
| 2008 | 24 City                          | Су На         |          |
| 2008 | Dada's Dance                     |               |          |
| 2008 | Cry Me a River                   |               |          |
| 2009 | Remembrance                      |               |          |
| 2010 | Ten Thousand Waves               |               |          |
| 2011 | «Шунь Лі та поет»                | Шунь Лі       |          |
| 2013 | «Дотик гріха»                    | Сяо Юй        |          |
| 2015 | Mountains May Depart             | Шень Тао      |          |
| 2018 | «Попелястий — найчистіший білий» |               |          |

## Нагороди
| Рік  | Премія                              | Категорія                        | Фільм                            | Результат | Пр. |
| ---- | ----------------------------------- | -------------------------------- | -------------------------------- | --------- | --- |
| 2018 | Азійсько-Тихоокеанська кінопремія   | Найкраща жіноча роль             | «Попелястий — найчистіший білий» | Перемога  |     |
| 2019 | Азійська кінопремія                 | Найкраща акторка                 | «Попелястий — найчистіший білий» | Номінація |     |
| 2016 | Азійська кінопремія                 | Найкраща акторка                 | «Гори можуть розійтися»          | Номінація |     |
| 2016 | Чанчунський кінофестиваль           | Найкраща акторка                 | «Гори можуть розійтися»          | Номінація |     |
| 2018 | Міжнародний кінофестиваль у Чикаго  | Найкраща акторка — Срібний Г'юго | «Попелястий — найчистіший білий» | Перемога  |     |
| 2012 | Давид ді Донателло                  | Найкраща акторка                 | «Шунь Лі та поет»                | Перемога  |     |
| 2018 | «Золотий кінь»                      | Найкраща жіноча роль             | «Попелястий — найчистіший білий» | Номінація |     |
| 2015 | «Золотий кінь»                      | Найкраща жіноча роль             | «Гори можуть розійтися»          | Номінація |     |
| 2020 | Національна спілка кінокритиків США | Найкраща акторка                 | «Попелястий — найчистіший білий» | 2         |     |